# Radnice ve Volyni
Radnice je dominantní stavbou na náměstí Svobody ve Volyni. Je postavena v renesančním slohu a patří mezi nejstarší radniční budovy v Čechách.

## Historie
Původně se jednalo o pozdně gotický měšťanský dům. Měšťané ho odkoupili od purkmistra Jana Dleska, splatili ho v roce 1529. Poté byl vlašskými staviteli přestavěn ve slohu vrcholné renesance. Datace se liší, některé zdroje uvádějí léta 1521-1529, jiné dobu kolem roku 1560. Vnitřní část byla několikrát přestavována. Budova měla různé využití, v jejích prostorách sídlilo městské muzeum, městský archív, školní třída, šatlava i šenkovna.

## Požáry
Radnici, stejně jako i dalším domům na náměstí se nevyhnuly ničivé požáry. První nastal roku 1742, kdy shořela i část městského archivu, druhý roku 1884, kdy byla poničena věž. K větším opravám došlo v roce 1927 (sgrafita) a 2005 (věž).

## Stavba

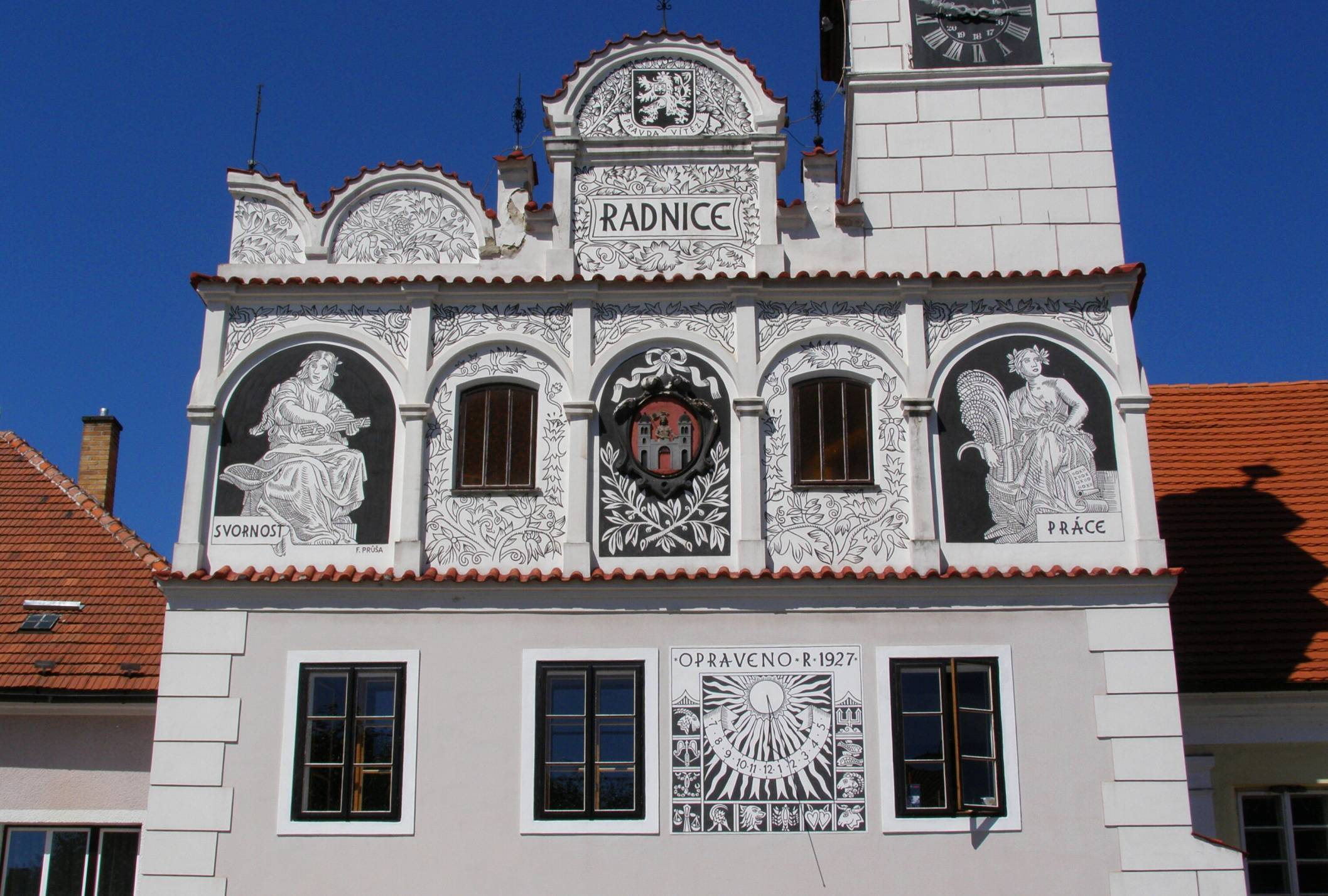
Detail atiky se sgrafitovou výzdobou

Jedná se o jednopatrovou renesanční budovu s představěným průčelím s podloubím a věží. Podloubí je tvořeno dvěma oblouky s křížovou hřebínkovou klenbou. Průčelí je korunováno dvouposchoďovou atikou se slunečními hodinami a s bohatou sgrafitovou výzdobou. Z té zaujme především městský znak a alegorie svornosti a práce po jeho stranách. Po poničení požárem byla sgrafitová výzdoba opravena architektem Františkem Průšou v roce 1927. Věž je zakončena dvojitou bání cibulovitého tvaru s lucernou, střecha je pokrytá šindelem.

## Současnost
V současné době v radnici sídlí Městské kulturní středisko, Íčko a restaurace.